# Érôme
Érôme est une commune française située dans le département de la Drôme en région Auvergne-Rhône-Alpes.

## Géographie

### Situation et description
Érôme est situé dans la vallée du Rhône, à 25 km au nord de Valence et à 7 km au sud de Saint-Vallier.

### Communes limitrophes
L'une des autres communes les plus proches est Arras-sur-Rhône.

### Hydrographie
- Le Rhône borde la partie occidentale du territoire communal.
- L'Érôme, ruisseau affluent du Rhône, ayant (en 1891) 3,07 km de parcours, une largeur moyenne de 3,03 m, une pente de 63,50 m, un débit extraordinaire de 15 mètres cubes[1].

### Climat
Pour des articles plus généraux, voir Climat d'Auvergne-Rhône-Alpes et Climat de la Drôme.
En 2010, le climat de la commune est de type climat du Bassin du Sud-Ouest, selon une étude du CNRS s'appuyant sur une série de données couvrant la période 1971-2000. En 2020, Météo-France publie une typologie des climats de la France métropolitaine dans laquelle la commune est dans une zone de transition entre le climat de montagne et le climat méditerranéen et est dans la région climatique  Moyenne vallée du Rhône, caractérisée par un bon ensoleillement en été (fraction d’insolation > 60 %), une forte amplitude thermique annuelle (4 à 20 °C), un air sec en toutes saisons, orageux en été, des vents forts (mistral), une pluviométrie élevée en automne (250 à 300 mm). 
Pour la période 1971-2000, la température annuelle moyenne est de 12,5 °C, avec une amplitude thermique annuelle de 17,9 °C. Le cumul annuel moyen de précipitations est de 898 mm, avec 7,4 jours de précipitations en janvier et 5,5 jours en juillet. Pour la période 1991-2020, la température moyenne annuelle observée sur la station météorologique de Météo-France la plus proche, sur la commune de Gervans à 2 km à vol d'oiseau, est de 14,3 °C et le cumul annuel moyen de précipitations est de 826,8 mm,. Pour l'avenir, les paramètres climatiques de la commune estimés pour 2050 selon différents scénarios d'émission de gaz à effet de serre sont consultables sur un site dédié publié par Météo-France en novembre 2022.

### Voies de communication et transports
Le territoire communal est traversé par la route nationale 7 (RN7), selon un axe nord-sud.

## Urbanisme

### Typologie
Au 1er janvier 2024, Érôme est catégorisée bourg rural, selon la nouvelle grille communale de densité à 7 niveaux définie par l'Insee en 2022.
Elle est située hors unité urbaine. Par ailleurs la commune fait partie de l'aire d'attraction de Valence, dont elle est une commune de la couronne,. Cette aire, qui regroupe 71 communes, est catégorisée dans les aires de 200 000 à moins de 700 000 habitants,.

### Occupation des sols
L'occupation des sols de la commune, telle qu'elle ressort de la base de données européenne d’occupation biophysique des sols Corine Land Cover (CLC), est marquée par l'importance des forêts et milieux semi-naturels (48,1 % en 2018), une proportion identique à celle de 1990 (48,1 %). La répartition détaillée en 2018 est la suivante : 
forêts (43,5 %), zones agricoles hétérogènes (17,5 %), cultures permanentes (16,6 %), eaux continentales (6,2 %), zones urbanisées (5,1 %), prairies (4,8 %), milieux à végétation arbustive et/ou herbacée (4,6 %), zones industrielles ou commerciales et réseaux de communication (1,7 %). L'évolution de l’occupation des sols de la commune et de ses infrastructures peut être observée sur les différentes représentations cartographiques du territoire : la carte de Cassini (XVIIIe siècle), la carte d'état-major (1820-1866) et les cartes ou photos aériennes de l'IGN pour la période actuelle (1950 à aujourd'hui).

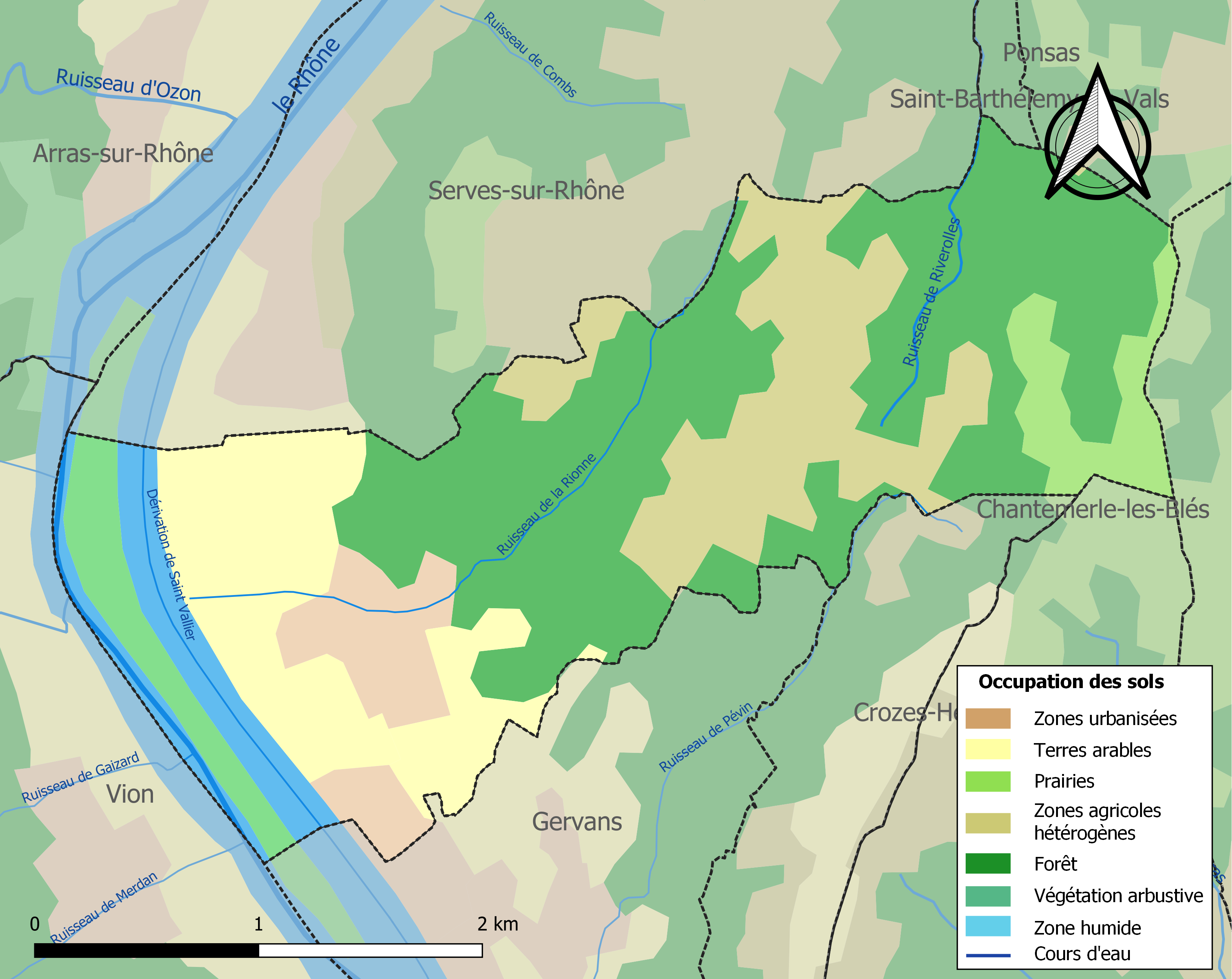
Carte des infrastructures et de l'occupation des sols de la commune en 2018 (CLC).

## Toponymie

### Attestations
Dictionnaire topographique du département de la Drôme :
- 1266 : Eraume et Erazme (cartulaire de Saint-Vallier, 19).
- 1320 : Héraume (inventaire de la chambre des comptes).
- 1403 : Erame (archives de la Drôme, E 2298).
- 1470 : Heramen (de Coston : Étym. de la Drôme).
- 1521 : mention de la paroisse : Ecclesia de Hocasinae Mure (pouillé de Vienne).
- 1778 : Hérome (Aff. du Dauphiné).
- 1891 : Érôme, commune du canton de Tain.

## Histoire

### Antiquité: les Gallo-romains
- Villa romaine, sépultures, matériel gallo-romain et paléo-chrétien[14].

### Du Moyen Âge à la Révolution
Possession des comtes de Valentinois.
La seigneurie :
- Terre de la baronnie de Serves.
- Fin XVIe siècle : acquise par les La Croix-Chevrières, derniers seigneurs.

Avant 1790, Érôme était une paroisse du diocèse de Vienne et de la communauté de Serves, dont l'église était sous le vocable de Saint-Martin et dont les dîmes appartenaient au prieur de Notre-Dame-de-la-Mure, qui présentait à la cure (voir Saint-Antoine).

### De la Révolution à nos jours
En 1790, Érôme forma, conjointement avec Ponsas, une municipalité du canton de Tain, et fut compris en l'an VIII dans la commune de Serves, à laquelle Érôme donna ensuite son nom, mais de laquelle Serves fut distrait en 1844 pour former une commune distincte du canton de Tain.

## Politique et administration

### Liste des maires
| Période                                  | Période   | Identité                | Étiquette | Qualité           |
| ---------------------------------------- | --------- | ----------------------- | --------- | ----------------- |
| Les données manquantes sont à compléter. |           |                         |           |                   |
|                                          |           | Jacques Gros-Desormeaux |           |                   |
|                                          |           | René Billon             |           |                   |
| mars 2001                                | mars 2008 | Marie-Noëlle Moulin     |           |                   |
| mars 2008                                | 2020      | Dominique Génin         | DVD       | Chef d'entreprise |
| 2020                                     | En cours  | Sandrine Pereira        |           |                   |

## Population et société

### Démographie
L'évolution du nombre d'habitants est connue à travers les recensements de la population effectués dans la commune depuis 1793. Pour les communes de moins de 10 000 habitants, une enquête de recensement portant sur toute la population est réalisée tous les cinq ans, les populations de référence des années intermédiaires étant quant à elles estimées par interpolation ou extrapolation. Pour la commune, le premier recensement exhaustif entrant dans le cadre du nouveau dispositif a été réalisé en 2007.

En 2022, la commune comptait 835 habitants, en évolution de +2,08 % par rapport à 2016 (Drôme : +2,64 %, France hors Mayotte : +2,11 %).
| 1793 | 1800  | 1806  | 1821  | 1831  | 1836  | 1841  | 1846  | 1851  |
| ---- | ----- | ----- | ----- | ----- | ----- | ----- | ----- | ----- |
| 800  | 1 233 | 1 431 | 1 777 | 1 923 | 1 938 | 1 958 | 1 335 | 1 370 |

| 1856  | 1861  | 1866  | 1872  | 1876  | 1881  | 1886  | 1891 | 1896 |
| ----- | ----- | ----- | ----- | ----- | ----- | ----- | ---- | ---- |
| 1 343 | 1 338 | 1 308 | 1 266 | 1 216 | 1 137 | 1 037 | 982  | 998  |

| 1901 | 1906 | 1911 | 1921 | 1926 | 1931 | 1936 | 1946 | 1954 |
| ---- | ---- | ---- | ---- | ---- | ---- | ---- | ---- | ---- |
| 954  | 864  | 869  | 872  | 962  | 982  | 932  | 928  | 724  |

| 1962 | 1968 | 1975 | 1982 | 1990 | 1999 | 2006 | 2007 | 2012 |
| ---- | ---- | ---- | ---- | ---- | ---- | ---- | ---- | ---- |
| 676  | 624  | 642  | 626  | 698  | 689  | 769  | 782  | 852  |

| 2017 | 2022 | - | - | - | - | - | - | - |
| ---- | ---- | - | - | - | - | - | - | - |
| 811  | 835  | - | - | - | - | - | - | - |

### Manifestations culturelles et festivités
- Fête : 16 août.

### Médias
Quatre journaux sont distribués dans les réseaux de presse desservant la commune :
- Le Dauphiné libéré est un journal quotidien de la presse écrite française régionale distribué dans la plupart des départements de l'ancienne région Rhône-Alpes, notamment la Drôme.
- L'Impartial de la Drôme (hebdomadaire local).
- Drôme Hebdo (anciennement Peuple Libre) (hebdomadaire local).
- L'Agriculture drômoise (hebdomadaire agricole et rural).

### Cultes
La communauté catholique et l'église d'Érome (propriété de la commune) dépendent de la paroisse Saint Vincent de l'Hermitage.

## Économie

### Agriculture
En 1992 : céréales, vignes (vin AOC Crozes-Hermitage et Côtes-du-Rhône), fruits, légumes.
- Foire le 9 mai[14].
- Marché (fruits) de mai à août[14].

## Culture locale et patrimoine

### Lieux et monuments

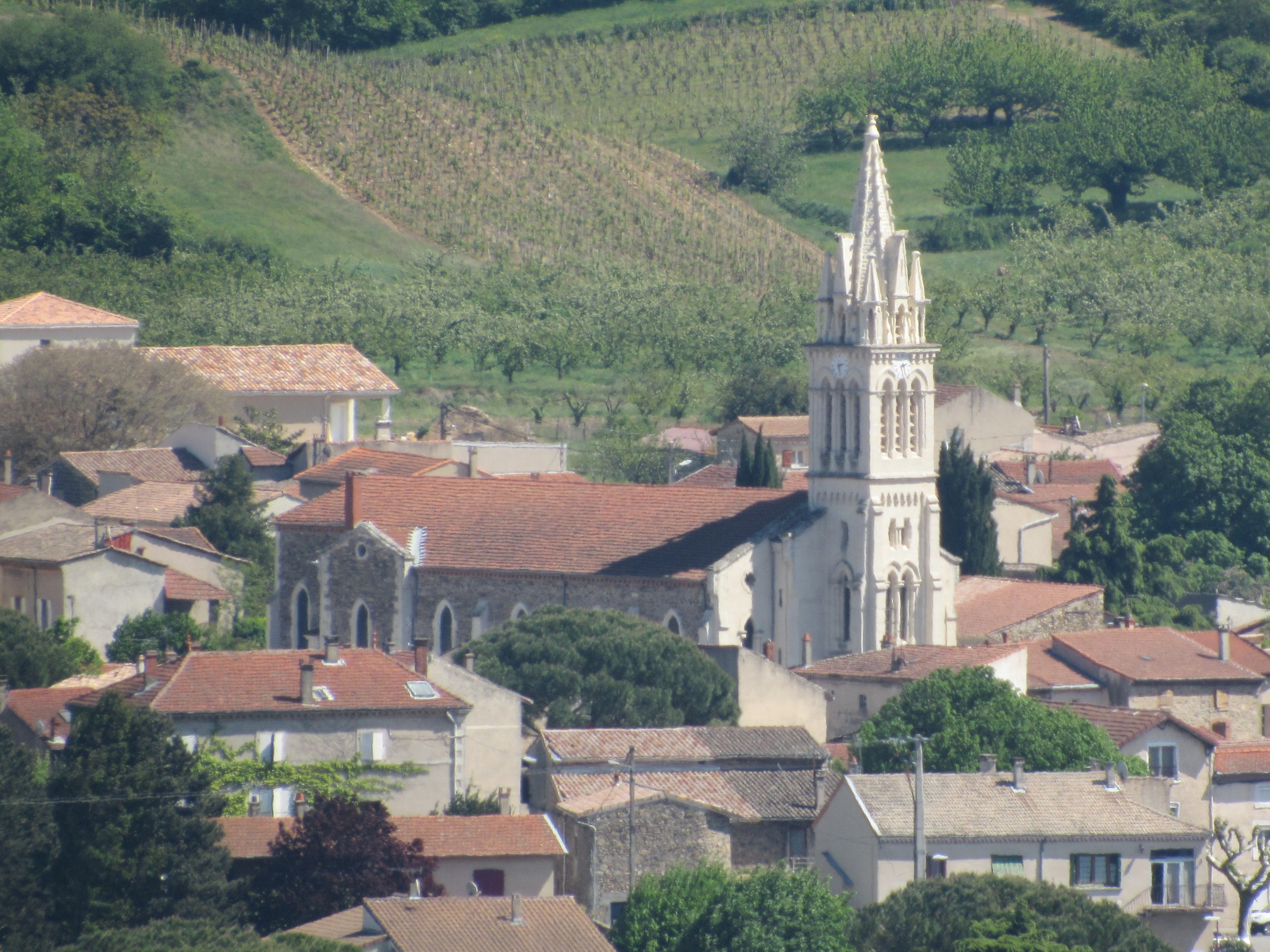
Église d'Érome

- Château ruiné[14].
- Église Saint-Roch d'Érôme du XIXe siècle : tableau du XVIIe siècle (objet classé)[14].
- Canal du Rhône[14].

### Héraldique, logotype et devise
|  | Érôme possède des armoiries dont l'origine et le blasonnement exact ne sont pas disponibles. |